# 単式蒸留器

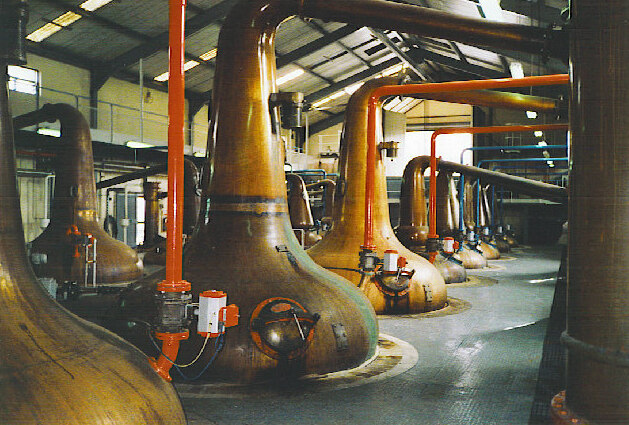
スコットランド、グレンフィディック蒸溜所の単式蒸留器

単式蒸留器（たんしきじょうりゅうき：ポットスチル、英: Pot still）は、蒸留するたびにアルコール発酵した酒のもろみなどの蒸留を行う溶液を入れ、エタノールの蒸留が終了したあとに、溶液を排出する方式の蒸留器である。日本の酒税法では連続式蒸留機以外の蒸留機は単式蒸留機と表記されている。

## 特徴
単式蒸留器の大まかな構造は、発酵したもろみを加熱する蒸留缶、発生した蒸気を冷却槽に送る導管、蒸気を冷却・凝縮させアルコールを取り出す冷却蛇管からなる。
単式蒸留器の最大の特徴は、原料である発酵もろみを連続的に蒸留する事ができない事であり、連続式蒸留器との最大の違いである。
連続式蒸留機とは、連続して供給されるアルコール含有物を蒸留しつつ、フーゼル油、アルデヒドその他不純物を取り除くことができる蒸留器である。そのため、単式蒸留器とは蒸留器の単純さや複雑さに関係なく、非常に広範な蒸留器を指す。

## 単式蒸留器
蒸留酒製造分野では通常、単式蒸留器はポットスチルのことを指す。ポットスチルは、一般的には棚段塔、充填塔や還流冷却器などのエタノールの分離能力を向上させる仕組みを有さず、自然還流のみを行う蒸留器を指す。伝統的なポットスチルは、ポット（pot: 原料を加熱する）、スワンネック（swan neck: 蒸気が登っていき還流を行う）、ラインアーム（lyne arm: 蒸気を凝縮器に送る）、凝縮器（condenser: 蒸気を冷やし、留分を得る）の4つのパーツで構成されている。それ故に、単式蒸留器でのエタノールの精製度は連続式蒸留器と比べると低いが、その反面発酵において生じた風味が残るという特徴もあり、本格焼酎（旧名・焼酎乙類）をはじめ、ブランデー・ウイスキー（モルトウィスキー）・ラム酒等の製造に用いられる。特に、国内の本格焼酎の製造においては酒税法の規定により単式蒸留器を用いて製造しなければならない。

## 回分式蒸留器
法律の意味する蒸留器を文字通り解釈した場合、単式蒸留器に相当する蒸留器（連続式蒸留器ではない蒸留器）は回分式蒸留器（バッチ式蒸留器）英：Batch distillationである。2種類以上の液体の混合物である原料を蒸留し、その各成分を分離した後は蒸留を中断し、その後、原料を入れ替えた後、同じプロセスを繰り返すという運用を行う蒸留器の事である。連続式蒸留器では蒸留を中断せずに原料を投入できるため対照的である。季節性、低容量、高純度の化学物質の生産において重要であり、製薬業界では頻繁に使用される蒸留方法である。また、得られるエタノール濃度はその蒸留器が持つ理論段数に依存し、得られる成分の純度が低い事を意味しない。

## 用法の混乱
この言葉の使用は、若干の混乱が見られる。使用や解釈に際しては注意が必要だろう。
法律用語としての単式蒸留器は、単なる原料の供給方法に関してであり、蒸留器の性能には全く関係ない。
フラッシュ蒸留器 英：Flash evaporationなどは連続式蒸留器であるが単蒸留 (simple distillation)であるため成分を分離する能力が低い。
科学・工学分野では単式蒸留器はポットスチルだが、法律用語が指し示すものを文字通り解釈すると回分式蒸留器を指しており、混乱を避けるためか"単式蒸留器（ポットスチル）"などと但し書き付きで言及されることが多い。科学・工学、法律の各分野によって、意味するものが違う事に注意が必要である。
歴史的には、単式蒸留器は複式蒸留器と区別するために生じた用語であろう。したがって、蒸留缶（ポット）を一つだけ有する蒸留器の事を単式蒸留器、または単缶式蒸留器と呼称し、蒸留缶を複数有する蒸留器の事を復式蒸留器と呼称していたと思われるが、現在の法制度上、複式蒸留器は単式蒸留器と分類される。
更にややこしいのは、化学工学において単蒸留(simple distillation)や連続蒸留(successive distillations)といった全く別の概念が存在し、かつ、単式蒸留器や連続式蒸留器のことを単蒸留、連続蒸留と言及する例が存在する事である。ポットスチルにおいても、スワンネックは還流を企図しており、スワンネックの表面積、形状を変化することにより還流比を変える事ができる。そのため、ポットスチルは単蒸留(simple distillation)にはあたらない。
また英語でのポットスチル自体も、何らかの厳密な蒸留器のデザインを指しているということはないと思われ、法令上は蒸留した結果得られる蒸留酒のアルコール濃度が規定されているのみである。例えば、カリフォルニアブランデーでは蒸留し得られた蒸留酒（加水する前の蒸留酒）のアルコール濃度が85%以下でなければならない、コニャックでは、アルコール濃度が72%以下でなければならない。ともかく、何らかの機能やデザイン上の分類というよりは規定された手続きで法的に認められたアルコール濃度を実現するための蒸留器ということができるかもしれない。